# Жуланиха
Жуланиха — село в Заринском районе Алтайского края России. Образует сельское поселение Жуланихинский сельсовет.
Относится к числу труднодоступных и отдаленных местностей.

## География
Находится на северо-востоке Алтайского края, на юге центральной части Заринского района, в предгорьях Салаирского кряжа. Абсолютная высота 290 метров над уровнем моря.
Расстояние до города Заринска 35 км.

## История
Было основано в 1865 году переселенцами из Тульской губернии. Своё название село получило по гидрониму реке Жуланихе. В алтайском языке «жула» — небольшая лесная птица, синица. В 1954 году был образован колхоз имени Тельмана.

## Население
| 1997 | 1998 | 1999 | 2000 | 2001 | 2002 | 2003 |
| ---- | ---- | ---- | ---- | ---- | ---- | ---- |
| 680  | ↗712 | ↗722 | ↗751 | ↗805 | ↘755 | ↘746 |
| 2004 | 2005 | 2006 | 2007 | 2008 | 2009 | 2010 |
| ↘739 | ↗745 | ↘733 | ↗741 | ↗746 | ↘727 | ↘719 |
| 2011 | 2012 | 2013 | 2014 | 2015 | 2016 | 2017 |
| ↘715 | ↘701 | ↘687 | ↗699 | ↗713 | ↘695 | ↘677 |
| 2018 | 2019 | 2020 | 2021 |      |      |      |
| ↘673 | ↘661 | ↘646 | ↘637 |      |      |      |

## Инфраструктура
Имеется средняя общеобразовательная школа МОУ «Жуланихинская средняя общеобразовательная школа», детский сад, дом культуры, ФАП, Действует сельскохозяйственный производственный кооператив «Колос».
В Жуланихе 9 улиц и 4 переулка.

## Люди, связанные с селом
- Рогов, Григорий Фёдорович (1883—1920) — анархист, организатор партизанских отрядов на Алтае, участник Русско-японской, Первой мировой и Гражданской войн, кавалер трёх Георгиевских крестов.

## Достопримечательности
Поблизости от села находится Святой ключ, а также фундаменты строений и остатки рукотворных пещер некогда существовавшей здесь пустыни Святого Александра Невского.